# 普拉托纺织博物馆

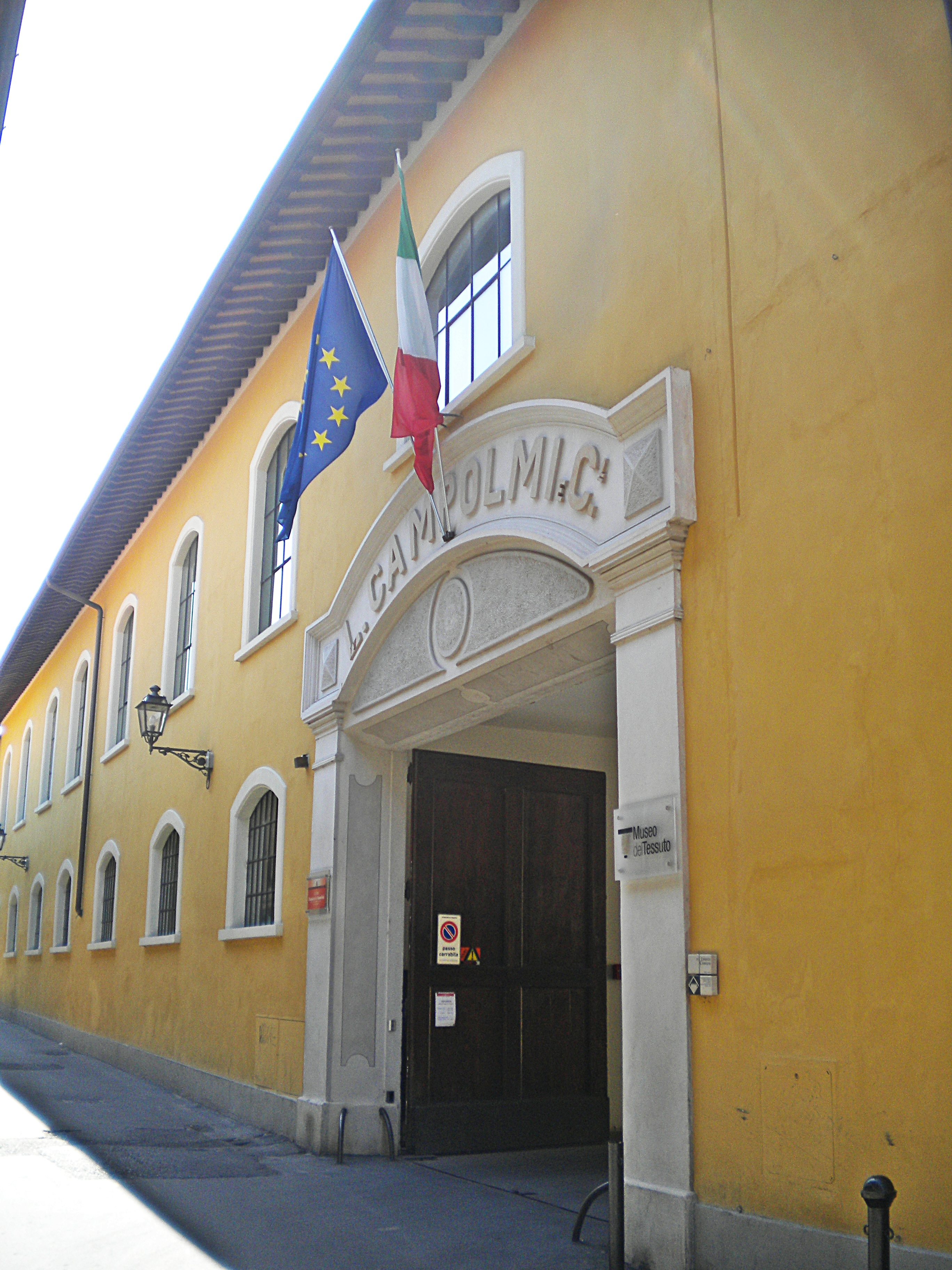

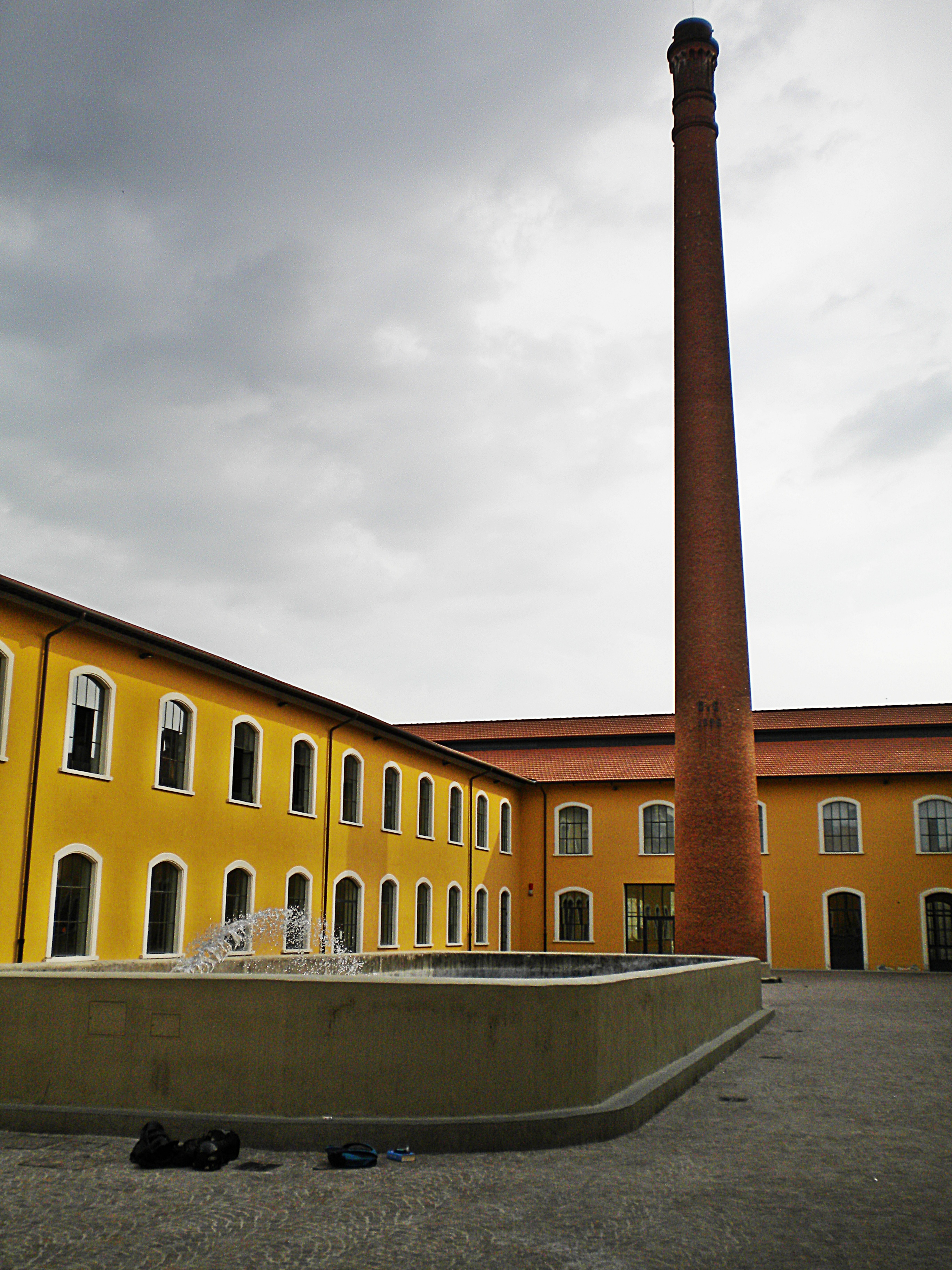

普拉托纺织博物馆暨拉泽里尼图书馆，位于意大利托斯卡纳大区普拉托，设于著名的坎波尔米工厂，是欧洲工业遗产之路上的一个锚点。 
普拉托纺织博物馆成立于1975年，从2003年5月起设于普拉托市中心改建的坎波尔米纺织厂。它是意大利最大的历史和现代纺织品研究、保护和展览中心。 包括博物馆和图书馆在内的综合体翻新总成本约为 1800 万欧元。 
普拉托自 12 世纪以来一直生产羊毛布料，甚至在第二次世界大战后仍在发展。 普拉托纺织博物馆设于城墙内唯一的一处 19 世纪工业遗址，占地 8,500 平方米的纺织厂内。自1326 年开始，这里就开设羊毛纺纱厂，濒临一条13 世纪开凿的运河。1863 年建立著名的坎波尔米水力纺织厂，纺织品质量享有盛誉。